# Markovac (Višnjan)
Markovac (olaszul: San Marco) falu Horvátországban, Isztria megyében. Közigazgatásilag Višnjanhoz tartozik.

## Fekvése
Az Isztria középső részén, Pazintól 20 km-re északnyugatra, községközpontjától 1 km-re északnyugatra, az A9-es autóút mentén egy magaslaton fekszik. A Poreština északi részének nagy része egészen a tengerig jól belátható innét. Lakosságszáma alapján Višnjan után a község második legnagyobb települése, mely elsősorban kitűnő borairól ismert.

## Története
A településnek 1880-ban 143, 1910-ben 267 lakosa volt. Az első világháború után a rapallói szerződés értelmében Isztria az Olasz Királysághoz került. A második világháború után Jugoszlávia része lett. Jugoszlávia felbomlása után 1991-ben a független Horvátország része lett. 2011-ben 162 lakosa volt, melyek közül a környező kis falvakkal ellentétben sok a fiatal is. Lakói mezőgazdasággal, főként szőlőtermesztéssel és állattartással foglalkoznak.

## Nevezetességei
Szent Ilona tiszteletére szentelt temploma a 14. században épült. Egyhajós, négyszög alaprajzú épület, homlokzata felett egyfülkés nyitott harangtoronnyal. Bejáratának jobb oldalán az alsó részen egy latin betűs felirat látható egy római katona és családjának sírkőlapja van ide befalazva. Falazott oltárán szép, fából faragott retabló áll Szent Ilona, Szent Ágota és Szent Antal szobraival.

## Lakosság
| Lakosság változása | Lakosság változása | Lakosság változása | Lakosság változása | Lakosság változása | Lakosság változása | Lakosság változása | Lakosság változása | Lakosság változása | Lakosság változása | Lakosság változása | Lakosság változása | Lakosság változása | Lakosság változása | Lakosság változása | Lakosság változása |
| ------------------ | ------------------ | ------------------ | ------------------ | ------------------ | ------------------ | ------------------ | ------------------ | ------------------ | ------------------ | ------------------ | ------------------ | ------------------ | ------------------ | ------------------ | ------------------ |
| 1857               | 1869               | 1880               | 1890               | 1900               | 1910               | 1921               | 1931               | 1948               | 1953               | 1961               | 1971               | 1981               | 1991               | 2001               | 2011               |
| 0                  | 0                  | 143                | 210                | 222                | 267                | 0                  | 0                  | 214                | 211                | 186                | 156                | 159                | 156                | 141                | 162                |